# SEAT Panda
El SEAT Panda és un automòbil del segment A produït pel fabricant de turismes SEAT. Va ser llançat uns mesos després del Fiat Panda del que era una rèplica. Al contrari del model de la marca piemontesa, no existia la versió bicilíndrica del Panda 30, sinó que totes les versions tenien quatre cilindres. El Panda 35 equipava el motor de 843cc del SEAT 850 i el SEAT 133, en canvi, la versió superior, el Panda 45, duia el motor de 903cc del Seat 127.

## Història
El 1980 FIAT presenta el Panda i Seat comença a fabricar els models panda 35 i 45 i anys més tard el Panda 40 i el Panda Marbella, que pretenia ser una versió de luxe del model, incorporant llums antiboira, un nou frontal i accessoris inimaginables en el model bàsic com rellotges més complets, o seients més confortables.
El model havia d'ésser barat, funcional i durador, pel que se li van incloure cristalls totalment plans, un sol para-brises i els interiors es van fer el més espartans possibles, al punt que els seients i guanteres estaven fets amb barres o tubs de metall i tela, gairebé sense cap mena de farciment, pel que el confort en aquest model sempre ha estat posat en dubte, encara que això no penalitzava la practicitat, podent rentar les tapisseries en una rentadora convencional. També es transformava fàcilment l'interior del Panda en un llit per a usos ocasionals.
Durant la visita de Joan Pau II a Barcelona el 1982, s'utilitzà una variació d'aquest model per ser usat com a papamòbil.
Després de la ruptura entre SEAT i FIAT, la marca va haver de rebatejar i fer un petit redisseny dels seus cotxes, per la qual cosa el Seat Panda va passar a anomenar-se SEAT Marbella i la furgoneta derivada, la SEAT Trans, va passar a anomenar-se SEAT Terra.
El 1998 Seat va deixar de fabricar el Marbella, successor d'aquest model, acabant així la història del popularment conegut com a "utilitari dels 80".